# CLIMAX 〜DRAMATIC SONGS
『CLIMAX 〜DRAMATIC SONGS』（クライマックス ドラマティック・ソングス）は、2007年8月22日にソニー・ミュージックダイレクトより発売されたコンピレーション・アルバムである（品番はMHCL-1145/6）。
この項目では、この作品以降に発売されたシリーズ作品も扱う。

## 概要
- 同年にワーナーミュージック・ジャパンより発売された『R35 Sweet J-Ballads』と同じようなコンセプトを元に1990年代にヒットしたドラマ主題歌を集めたものになっている。
- ちなみに収録曲は両作品で重複する曲が多い。
- 初回版スリーブ状になっている。なおこの初回版は現在入手困難である。
- ジャケット画は漫画家の柴門ふみによるもの。

## シリーズ

### CD
- CLIMAX 〜DRAMATIC SONGS OVERSEAS（2007年12月19日発売）
CLIMAX 〜DRAMATIC SONGSの洋楽版。
- クライマックス ロマンティック・ソングス（2008年8月20日発売）
1990年代のアーティスト達の代表曲を32曲収録。一部『ドラマティック・ソングス』と重複曲あり。
- クライマックス80's YELLOW（2008年12月24日発売）
1980年代前半の音源を中心に37曲収録。
- クライマックス80's BLUE（2008年12月24日発売）
1980年代後半の音源を中心に33曲収録。
- クライマックス80's GREEN（2009年8月19日発売）
『YELLOW』、『BLUE』の続編。1980年代のヒット曲を37曲収録。
- クライマックス90's ファンタスティック・ソングス（2009年8月19日発売）
『ロマンティック・ソングス』の続編。1990年代のヒット曲を31曲収録。
- colorful～TVバラエティ･ヒッツ～（2009年8月19日発売）
1980年代～1990年代のTVバラエティ番組から生まれた楽曲を15曲収録。
- クライマックス70's サファイア（2009年12月23日発売）
1970年代前半の音源を中心に40曲収録。
- クライマックス70's ルビー（2009年12月23日発売）
1970年代後半の音源を中心に40曲収録。
- CLIMAX Cool〜男性ヴォーカル・セレクション（2010年8月18日発売）
1990年代〜2000年代の男性ボーカル曲のみを収録。
- CLIMAX Sweet〜女性ヴォーカル・セレクション（2010年8月18日発売）
1990年代〜2000年代の女性ボーカル曲のみを収録。
- CLIMAX J-Ballad Standards（2010年12月22日発売）
1980年代～1990年代のバラード系ヒット曲を収録。
- CLIMAX J-Rock History（2010年12月22日発売）
1980年代～1990年代ロック系ヒット曲を収録。
- クライマックス・ベスト 80'sゴールド（2011年8月24日発売）
『クライマックス80's』3タイトル中の選曲、その他1980年代ヒット曲を収録。
- クライマックス・ベスト 90's プラチナ（2011年8月24日発売）
シリーズ初収録7曲を含む1990年代ヒット曲、全32曲を収録。
- クライマックス・ベスト 70's ダイアモンド（2012年4月25日発売）
『クライマックス70's』2タイトル中の選曲、その他1970年代ヒット曲を収録。
- クライマックス ジェントル・ソングス（2012年12月26日発売）
- クライマックス ビューティフル・ソングス（2012年12月26日発売）
- クライマックス ラブリー・ソングス（2012年12月26日発売）

### DVD
- クライマックスDVD（2009年8月19日発売）
1980年代～1990年代のJ-POPビデオ・クリップ集。15曲収録。

## 収録曲

### Disc 1
1. LOVE LOVE LOVE：DREAMS COME TRUE
ドラマ『愛していると言ってくれ』主題歌。
2. ラブ・ストーリーは突然に：小田和正
ドラマ『東京ラブストーリー』主題歌。
3. TRUE LOVE：藤井フミヤ
ドラマ『あすなろ白書』主題歌。
4. SAY YES：CHAGE and ASKA
ドラマ『101回目のプロポーズ』主題歌。
5. 幸せな結末：大滝詠一
ドラマ『ラブジェネレーション』主題歌。
6. LA・LA・LA LOVE SONG：久保田利伸 with ナオミ・キャンベル
ドラマ『ロングバケーション』主題歌。
7. TOMORROW：岡本真夜
ドラマ『セカンド・チャンス』主題歌。
8. 人魚：NOKKO
ドラマ『時をかける少女』主題歌。
9. 田園：玉置浩二
ドラマ『コーチ』主題歌。
10. 今すぐKiss Me：LINDBERG
ドラマ『世界で一番君が好き!』主題歌。
11. 約束の橋：佐野元春
ドラマ『二十歳の約束』主題歌。
12. 大切なあなた：松田聖子
ドラマ『わたしってブスだったの?』主題歌。
13. Make-up Shadow：井上陽水
ドラマ『素晴らしきかな人生』主題歌。
14. Hungry Spider：槇原敬之
ドラマ『ラビリンス』主題歌。
15. Say Anything：X
ドラマ『ララバイ刑事'91』主題歌。

### Disc 2
1. 君がいるだけで：米米CLUB
ドラマ『素顔のままで』主題歌。
2. PRIDE：今井美樹
ドラマ『ドク』主題歌。
3. Time goes by：Every Little Thing
ドラマ『甘い結婚』主題歌。
4. サボテンの花<“ひとつ屋根の下”より>：財津和夫
ドラマ『ひとつ屋根の下』主題歌。
5. 空と君のあいだに〜アルバムヴァージョン〜：中島みゆき
ドラマ『家なき子』主題歌。
なお、『LOVE OR NOTHING』収録のヴァージョンを使用している。
6. フレンズ〜remixed edition〜：レベッカ
ドラマ『リップスティック』主題歌。
7. 壊れかけのRadio：徳永英明
ドラマ『都会の森』主題歌。
8. 世界中の誰よりきっと：中山美穂&WANDS
ドラマ『誰かが彼女を愛してる』主題歌。
9. ひだまりの詩：Le Couple
ドラマ『ひとつ屋根の下2』挿入歌。
10. You're the Only…：小野正利
ドラマ『君のためにできること』主題歌。
11. GOLDFINGER '99：郷ひろみ
ドラマ『ヤマダ一家の辛抱』主題歌。
12. サイレント・イヴ：辛島美登里
ドラマ『クリスマス・イブ』主題歌。
13. 今を抱きしめて：NOA
ドラマ『徹底的に愛は…』主題歌。
14. 碧いうさぎ：酒井法子
ドラマ『星の金貨』主題歌。
15. 悲しみは雪のように：浜田省吾
ドラマ『愛という名のもとに』主題歌。